# لانه‌کن کش‌جورابی
لانه‌کن کش‌جورابی (نام علمی: Trogon caligatus) نام یک گونه از سرده لانه‌کن‌های اصلی است.